# آر.بی. بنت
آر. بی. بنت (انگلیسی: R. B. Bennett؛ زاده ۳ ژوئیهٔ ۱۸۷۰ – درگذشته ۲۶ ژوئن ۱۹۴۷) یک سیاست‌مدار اهل کانادا بود.

## نگارخانه

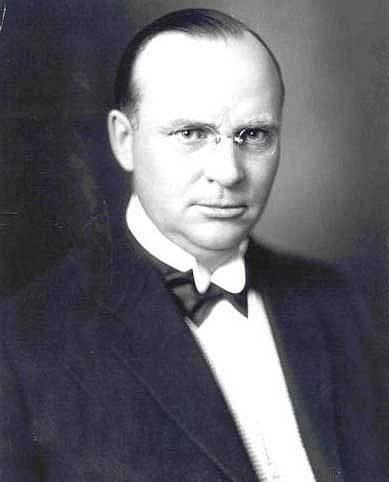
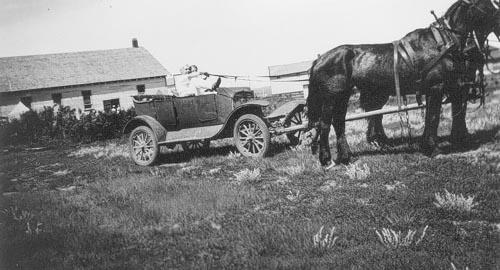
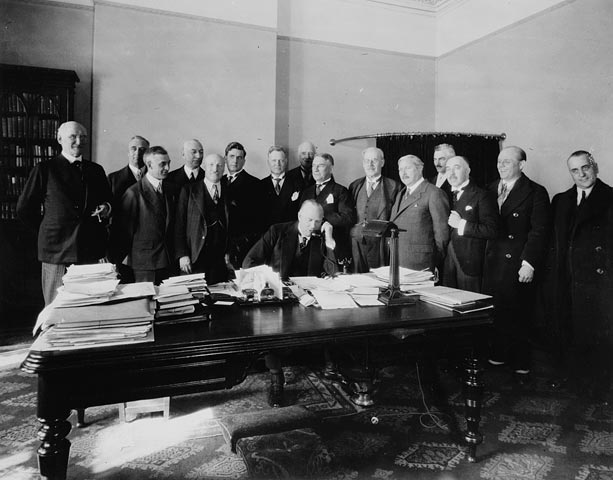